# Gare de Yakujin
La gare de Yakujin (厄神駅, Yakujin-eki) est une gare ferroviaire localisée dans la ville de Kakogawa, dans la préfecture de Hyōgo au Japon. La gare est exploitée par la compagnie JR West, sur la ligne Kakogawa.

## Disposition des quais
La gare de Yakujin est une gare disposant de deux quais et de deux voies.
| N° de voie | Ligne      | Direction       |
| ---------- | ---------- | --------------- |
| 1          | ▆ Kakogawa | Ao/Nishiwakishi |
| 2          | ▆ Kakogawa | Kakogawa        |

## Gares/Stations adjacentes
| JR West            |                   |                   |                   |                    |
| Direction Kakogawa | Ligne de Kakogawa | Ligne de Kakogawa | Ligne de Kakogawa | Direction Tanikawa |
| Kanno              |                   | Local 普通        |                   | Ichiba             |